# جرج استامبولیان
جرج استامولبیان (انگلیسی: George Stambolian؛ ۱۰ آوریل ۱۹۳۸ – ۲۲ دسامبر ۱۹۹۱) آموزگار، نویسنده و ویراستار ارمنی‌تبار اهل ایالات متحده آمریکا بود.  

## زندگینامه
وی در ۱۰ آوریل ۱۹۳۸ به دنیا آمد و از کالج دارتموث و دانشگاه ویسکانسین-مدیسن فارغ التحصیل شد. وی همچنین برندهٔ جوایزی همچون جایزه ادبی لامدا شده است. وی بر اثر ایدز در ۱۰ آوریل ۱۹۳۸ در سن ۵۳ سالگی نیویورک در درگذشت